# Podnoszenie ciężarów na Igrzyskach Panamerykańskich 1975
Turniej w ramach Igrzysk w Meksyku 1975 

## Klasyfikacja medalowa
| Klasyfikacja medalowa | Klasyfikacja medalowa | Klasyfikacja medalowa | Klasyfikacja medalowa | Klasyfikacja medalowa | Klasyfikacja medalowa |
| Miejsce               | państwo               | Złoto                 | Srebro                | Brąz                  | Razem                 |
| --------------------- | --------------------- | --------------------- | --------------------- | --------------------- | --------------------- |
| 1                     | Kuba                  | 6                     | 2                     | 1                     | 8                     |
| 2                     | Stany Zjednoczone     | 2                     | 4                     | 1                     | 7                     |
| 3                     | Kanada                | 1                     | 0                     | 2                     | 3                     |
| 4                     | Panama                | 0                     | 1                     | 1                     | 2                     |
| 5                     | Brazylia              | 0                     | 1                     | 0                     | 1                     |
| .                     | Meksyk                | 0                     | 1                     | 0                     | 1                     |
| 7                     | Dominikana            | 0                     | 0                     | 2                     | 2                     |
| .                     | Portoryko             | 0                     | 0                     | 1                     | 1                     |
| .                     | Kolumbia              | 0                     | 0                     | 1                     | 1                     |
| Razem                 | Razem                 | 9                     | 9                     | 9                     | 27                    |

## Medaliści
| Konkurencja | 1. miejsce          | 2. miejsce     | 3. miejsce         |           |
| Mężczyźni   | Mężczyźni           | Mężczyźni      | Mężczyźni          | Mężczyźni |
| ----------- | ------------------- | -------------- | ------------------ | --------- |
| 52 kg       | Francisco Casamayor | Narciso Orán   | Lázaro de la Cruz  |           |
| 56 kg       | Carlos Lastre       | Paulo de Sene  | Fernando Báez Cruz |           |
| 60 kg       | Rolando Chang       | Andrés Santoyo | Elkin Velázquez    |           |
| 67,5 kg     | Roberto Urrutia     | Daniel Cantore | Amaury Cordero     |           |
| 75 kg       | Ignacio Guanche     | James Napier   | Daniel Robitaille  |           |
| 82,5 kg     | Lee James           | Abel López     | Pablo Justiniani   |           |
| 90 kg       | Phillip Grippaldi   | Alberto Blanco | Frank Capsouras    |           |
| 100 kg      | Russell Prior       | Mark Cameron   | Robert Santavy     |           |
| +110 kg     | Gerardo Fernández   | Bruce Wilhelm  | Fernando Bernal    |           |